# Ligne 5 du métro de São Paulo
Pour les articles homonymes, voir Ligne 5.
La ligne 5 du métro de São Paulo est une ligne du métro de São Paulo de São Paulo. Mise en service par étapes de 2002 à 2019, elle est depuis 2017 une concession, pour 20 ans, du consortium ViaMobilidade qui en assure l'exploitation et le développement.

## Historique

### Chronologie
La ligne est mise en service en plusieurs étapes :
- 20 octobre 2002 : de Capão Redondo à Largo Treze
- 12 février 2014 : Largo Treze à Adolfo Pinheiro
- 6 septembre 2017 : Adolfo Pinheiro à Brooklin
- 2 mars 2018 : Brooklin à Eucaliptos
- 5 avril 2018 : Eucaliptos à Moema
- 31 août 2018 : Moema à AACD-Servidor
- 28 septembre 2018 : AACD-Servidor à Chácara Klabin
- 8 avril 2019 : ajout de la station Campo Belo.

### Histoire
Lors de l'inauguration de la station Moema, le 5 avril 2018, le gouvernement de l'État de São Paulo et le président du consortium ViaMobilidade, signent un contrat de concession des lignes 5 et 17 du métro, prenant effet le 4 août pour vingt ans. Concernant spécifiquement la ligne 5, le projet prévoit le financement du prolongement de la ligne avec la création de 17 stations. Il est prévu 90 jours de formation des employés ViaMobilidade par les fonctionnaires de l'administration publique, puis de 30 jours ou l'entreprise et ses salariés prennent en main l'exploitation sous la supervision de l'administration du métro.

## Stations
|  |   |  | Station            | District        | Position    | Correspondances                                    |
|  | - |  | ------------------ | --------------- | ----------- | -------------------------------------------------- |
|  | ■ |  | Capão Redondo      | Capão Redondo   | aérienne    |                                                    |
|  | • |  | Campo Limpo        | Campo Limpo     | aérienne    |                                                    |
|  | • |  | Vila das Belezas   | Vila Andrade    | aérienne    |                                                    |
|  | • |  | Giovanni Gronchi   | Jardim São Luís | aérienne    |                                                    |
|  | • |  | Santo Amaro        | Santo Amaro     | aérienne    | , via la gare de Santo Amaro                       |
|  | • |  | Largo Treze        | Santo Amaro     | souterraine |                                                    |
|  | • |  | Adolfo Pinheiro    | Santo Amaro     | souterraine |                                                    |
|  | • |  | Alto da Boa Vista  | Santo Amaro     | souterraine |                                                    |
|  | • |  | Borba Gato         | Santo Amaro     | souterraine |                                                    |
|  | • |  | Brooklin           | Santo Amaro     | souterraine |                                                    |
|  | • |  | Campo Belo         | Campo Belo      | souterraine | (projet fin 2022)                                  |
|  | • |  | Eucaliptos         | Moema           | souterraine |                                                    |
|  | • |  | Moema              | Moema           | souterraine |                                                    |
|  | • |  | AACD-Servidor      | Moema           | souterraine |                                                    |
|  | • |  | Hospital São Paulo | Vila Mariana    | souterraine |                                                    |
|  | • |  | Santa Cruz         | Vila Mariana    | souterraine | Métro de São Paulo · Ligne 1 du métro de São Paulo |
|  | ■ |  | Chácara Klabin     | Vila Mariana    | souterraine | Métro de São Paulo · Ligne 2 du métro de São Paulo |

## Exploitation
Le matériel roulant est fourni par la société française Alstom.